# Yami no Matsuei
Yami no Matsuei (闇の末裔 lit. Hijos de la oscuridad?) es un manga japonés escrito e ilustrado po Yoko Matsushita. Ha sido serializado en la revista Hana to Yume de Hakusensha desde 1995. En España, existen 11 tomos publicados por la editorial Glénat. El volumen 12, salió en Japón el 19 de enero de 2010. También hay una versión de anime hecha en el 2000, el cual cuenta con 13 episodios. El anime ha sido licenciado y distribuido en los Estados Unidos por Discotek Media.

## Argumento
La trama de Yami no Matsuei está basada en la existencia de los shinigami, o dioses de la muerte en Japón, los cuales son los encargados de conducir las almas humanas tras su muerte a Meifu, la tierra de los muertos. No obstante, según el manga, en muchas ocasiones algunas almas se niegan a abandonar la Tierra, por lo que los mensajeros de la muerte deben buscarlas y llevarlas a Meifu. Con esta trama inicial, Matsushita va narrando de tomo en tomo los diferentes casos a los que se ven sometidos Hisoka y Tsuzuki, los dos shinigami principales.

## Personajes
Asato Tsuzuki (都筑 麻斗 Tsuzuki Asato?)
Voz por: Shin'ichirō Miki, Dan Green (inglés)
Es el personaje principal de la serie. Su carácter es extrovertido y amable, y siempre está dispuesto a ayudar a los demás. Se dice que es uno de los shinigami más poderosos, ya que controla a doce ceremoniales (dioses que se pueden invocar) de alto nivel, entre ellos los cuatro dioses protectores: Suzaku, Byakko, Genbu y Seiryū. Nace en 1900 y muere de una gran depresión en 1926. Tiene los ojos de color violeta, lo que hizo que fuese un marginado social, aun y con esas Tsuzuki se deja la piel en ayudar a los demás. Su pasado es un misterio que la autora no termina de desvelar. Se sabe que tenía una hermana. Trabaja en el departamento de Kyuushuu, un área rural junto a Hisoka Kurosaki. Le encantan los pasteles, especialmente el de manzana, aunque en el manga no es tan notorio su gusto por los dulces.
Hisoka Kurosaki (黒崎 密 Kurosaki Hisoka?)
Voz por: Mayumi Asano, Liam O'Brien (inglés)
A sus 16 años, aparece por primera vez en el segundo capítulo del primer tomo del manga, y a partir de ahí se convierte en el compañero de casos de Tsuzuki. Tiene ciertas habilidades para el kendō y las artes marciales, además de poseer empatía, una habilidad que le hace sentir lo que sienten los demás cuando están junto a él. Pese a su carácter desconfiado y reservado, poco a poco irá tomando confianza con Tsuzuki hasta considerarlo parte indispensable de su vida. Proviene de una familia noble con mucha tradición y es descendiente de un famoso guerrero: Ren Kurosaki.
Kazutaka Muraki (邑輝 一貴 Muraki Kazutaka?)
Voz por: Shō Hayami, Edward MacLeod (inglés)
Médico, cuyos ideales difieren bastante de los de su profesión. Es el causante de la muerte de Hisoka y, por lo tanto, su reencarnación en shinigami. Asimismo, Muraki parece estar encaprichado con Tsuzuki y sus poderes, por lo que, a medida que avanzan los tomos, tendrá más de un encontronazo con los protagonistas. Al parecer la historia de su familia también es bastante oscura. se identifica con Tsuzuki por ser "diferente".
Sei'ichirō Tatsumi (巽 征一郎 Tatsumi Sei'ichirō?)
Voz por: Toshiyuki Morikawa, Walter Pagen (inglés)
Secretario y antiguo compañero de Tsuzuki. Su personalidad es bastante fría, pero de vez en cuando se muestra cariñoso con Tsuzuki, por quien siente gran estima. Es especialmente cuidadoso con los gastos y odia que se gaste el dinero en comida (sobre todo Watari y Tsuzuki) cuando tienen alguna misión. Se separó de Tsuzuki porque no podía verle deprimido después de cada misión, ya que le recordaba a su madre. Aun después de separarse sigue pendiente de él. Proviene de una familia noble venida a menos.
Yutaka Watari (亘理 温 Watari Yutaka?)
Voz por: Toshihiko Seki, Eric Stuart (inglés)
Es uno de los científicos de la División del Departamento de Invocaciones. Se le dan de fábula las máquinas y todo lo que tenga que ver con los ordenadores, aunque es un pésimo dibujante.

## Manga
En España se están volviendo a publicar los tomos, por el precio de 3,95 euros, hasta el tomo 11. El tomo 12 solamente se ha publicado en Japón.